# پاناکوتا
پاناکوتا (ایتالیایی: [ˈpanna ˈkɔtta]; پیدمونتی: panera cheuita [paˈnera ˈkøjta]; ت.ت. 'خامهٔ پخته') یک نوع دسر ایتالیایی است که با خامه و ژلاتین در داخل قالب تهیه می‌شود. این دسر با رام (نوشیدنی)، قهوه، وانیل و دیگر انواع افزودنی‌ها طعم داده می‌شود. واژه پاناکوتا در زبان ایتالیایی به معنی خامه پخته شده است.

## تاریخچه
پاناکوتا به معنی ”خامه پخته شده” است و نوعی پودینگ با پایه خامه محسوب می‌شود و متعلق به منطقه پیمونت در شمال ایتالیاست. در این منطقه برخلاف بقیه مناطق ایتالیا که پرورش زیتون و مصرف روغن زیتون به عنوان چربی در غذاها بسیار متداول بوده، دامداری داشتن و از کره و چربی حیوانی برای تهیه غذاها استفاده می‌شده و این دسر برای استفاده از خامه‌هایی که بعد از تهیه کره باقی می‌ماند، طراحی شده است. در ابتدا برای آماده کردن پاناکوتا، خامه رو روی حرارت با شکر و استخوان ماهی می‌جوشاندند تا غلیظ شود. استخوان ماهی در حرارت کلاژن از خودش تولید می‌کرده و مثل ژلاتین نقش غلیظ‌کننده را ایفا می‌کرده است. بعدها این دسر را با سفیده تخم مرغ و به‌صورت بن ماری غلیظ کردند و با پیشرفت صنایع غذایی و تولید ژلاتین به‌صورت کارخانه ای پخت این دسر آسان‌تر شد و خیلی زود جای خود را به عنوان دسر محبوب در منوی رستوران‌ها باز کرد. فرق اساسی پاناکوتا با بقیه پودینگ‌های اروپایی در عامل غلیظ‌کننده آن است، پاناکوتا با ژلاتین و بقیه پودینگ‌ها با تخم مرغ یا نشاسته غلیظ می‌شوند. در مورد اولین نسخه ثبت شده این دسر دو تئوری وجود دارد، یکی اینکه این دسر اولین بار در سال ۱۷۶۶ در یک کتاب آشپزی ثبت شده و دومین تئوری بیانگر این است که طرز تهیه این دسر اوایل سال ۱۹۰۰ توسط یک خانم لهستانی مقیم ایتالیا نوشته شده است.

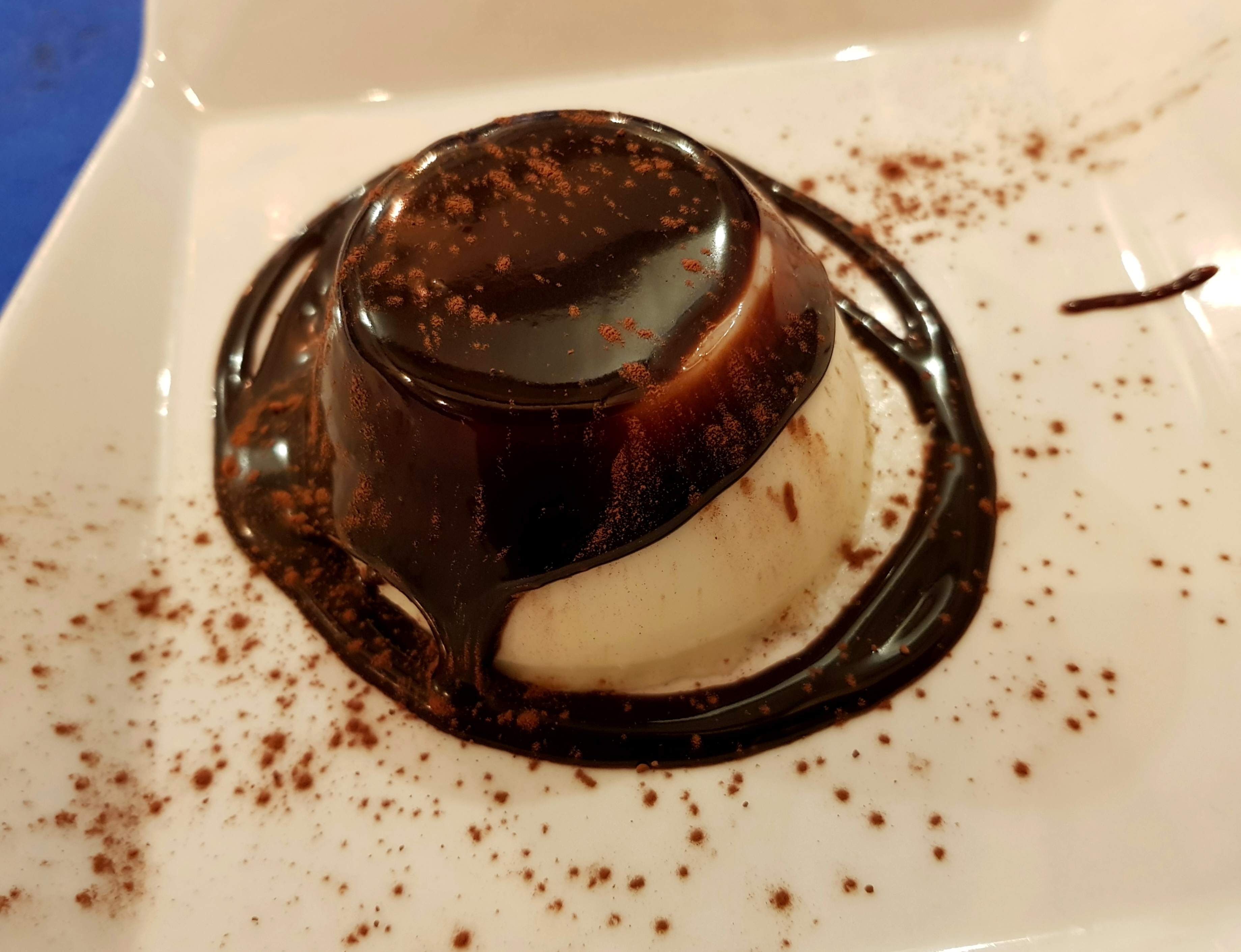
پاناکوتا با شکلات

## طرز تهیه

### مواد لازم
- ژلاتین ۱۵ گرم
- ۲ فنجان (۵۰۰ میلی لیتر) آب سرد
- ۲ فنجان (۵۰۰ میلی لیتر) خامه غلیظ
- ۲۰۰ گرم شکر گرانول سفید
- ۲ فنجان (۵۰۰ میلی لیتر) شیر

#### مرحله اول
یک پیمانه شیر را در یک قابلمه با اندازه مناسب بریزید. سپس قابلمه را روی شعله ملایم گاز قرار دهید تا شیر کمی گرم شود (اما به جوش نیاید).

#### مرحله دوم
پس از گرم شدن شیر، مقداری از آن را با ملاقه بردارید و در یک کاسه فلزی بریزید و اجازه دهید تا خنک شود. قابلمه شیر را نیز از روی حرارت بردارید و کنار بگذارید. سپس پودر ژلاتین را به‌آرامی و کم‌کم به شیر داخل کاسه اضافه کنید و هم بزنید تا این دو به روش بن ماری (با استفاده از بخار آب) کاملاً مخلوط شوند. برای این کار کافی است از بخار سماور برای حل کردن پودر ژلاتین استفاده کنید؛ پس کاسه خود را روی سماور یا قابلمه آب در حال جوش قرار دهید و در حین افزودن پودر ژلاتین، شیر را مرتب هم بزنید تا ژلاتین گلوله گلوله نشود.

#### مرحله سوم
پس از یک‌دست شدن مخلوط شیر و پودر ژلاتین، آن را به بقیه شیر در قابلمه بیفزایید و هم بزنید. سپس قابلمه شیر را دوباره روی شعله ملایم گاز قرار دهید و مراقب باشید تا شیر به جوش نیاید و فقط گرم شود.

#### مرحله چهارم
خامه صبحانه و نصف پیمانه شکر را در یک کاسه با اندازه مناسب بریزید و با استفاده از یک همزن برقی یا دستی، آن‌ها را آن‌قدر هم بزنید تا خامه، فرم و ساختار یک‌دستی به خود بگیرد.

#### مرحله پنجم
مخلوط خامه و شکر هم‌زده را به قابلمه شیر که روی شعله ملایم گاز قرار دارد، اضافه کنید و آن‌ها را هم بزنید. سپس نصف قاشق چای‌خوری وانیل را در قابلمه بریزید و خوب مخلوط کنید.

#### مرحله ششم
پس از هم زدن مواد و به دست آوردن یک مخلوط یکدست، قابلمه را از روی حرارت بردارید و اجازه دهید تا پاناکوتا کمی خنک شود تا بتوان آن را در قالب ریخت. مایه پاناکوتا را در قالب بریزید و آن را برای ۵ تا ۶ ساعت در یخچال قرار دهید تا سفت شود و خودش را بگیرد.

#### مرحله هفتم
آماده‌سازی سس میوه: میوه دلخواه خود را برای چند ساعت در فریزر قرار دهید تا کاملاً یخ بزند. سپس میوه‌های یخ‌زده را در یک غذاساز یا میکسر بریزید و دو قاشق غذاخوری پودر قند به آن‌ها اضافه کنید. میوه‌ها را آن‌قدر میکس کنید تا یک ترکیب یک‌دست حاصل شود.

#### مرحله هشتم
پاناکوتا را از قالب دربیاورید و در ظرف سرو قرار دهید؛ سپس سس میوه دلخواه خود را روی آن بریزید و سرو کنید.
نکات
- فراموش نکنید که شیر و خامه را قبل از استفاده از یخچال دربیاورید تا هم‌دمای محیط شوند.
- اگر در مرحله سوم، شیر به جوش افتاد، آن را از روی گاز بردارید تا خنک شود؛ سپس دوباره آن را روی اجاق گاز قرار دهید.
- برای تزئین می‌توانید از میوه‌های تازه مانند توت فرنگی، گیلاس یا تمشک نیز استفاده کنید. استفاده از انواع آجیل، سس میوه، سس شکلات یا کارامل یا بیسکوییت[۲] با طعم‌های مختلف نیز برای تزئین مناسب است.
- اگر لایه‌های شیر و خامه پاناکوتای شما بعد از چند ساعت در یخچال، از هم جدا شدند، به احتمال زیاد ژلاتین در شیر به‌خوبی حل نشده است. در ضمن، دمای شیر و خامه در زمان ریختن در قالب نباید خیلی داغ باشد.

## تزیین
پاناکوتا اغلب با کولی توت فرنگی یا سس کارامل یا شکلات سرو می‌شود. همچنین می‌توان سطح پاناکوتا را با میوه‌های تازه پوشش داد.

## دسرهای مشابه
کرم باواروآ شبیه پاناکوتا است اما معمولاً دارای تخم مرغ و ژلاتین است و قبل از سفت شدن با خامه فرم گرفته مخلوط می‌شود.
بلان مانژ هم شبیه به این دسر است اما با ژلاتین و گاهی با نشاسته ذرت غلیظ می‌شود.
پاناکوتا گاهی اوقات کاستارد نامیده می‌شود اما کاستارد واقعی با زرده تخم مرغ غلیظ می‌شود، نه ژلاتین. برای داشتن یک دسر رژیمی می‌توان به جای خامه از ماست چکیده استفاده کرد.

## نگارخانه

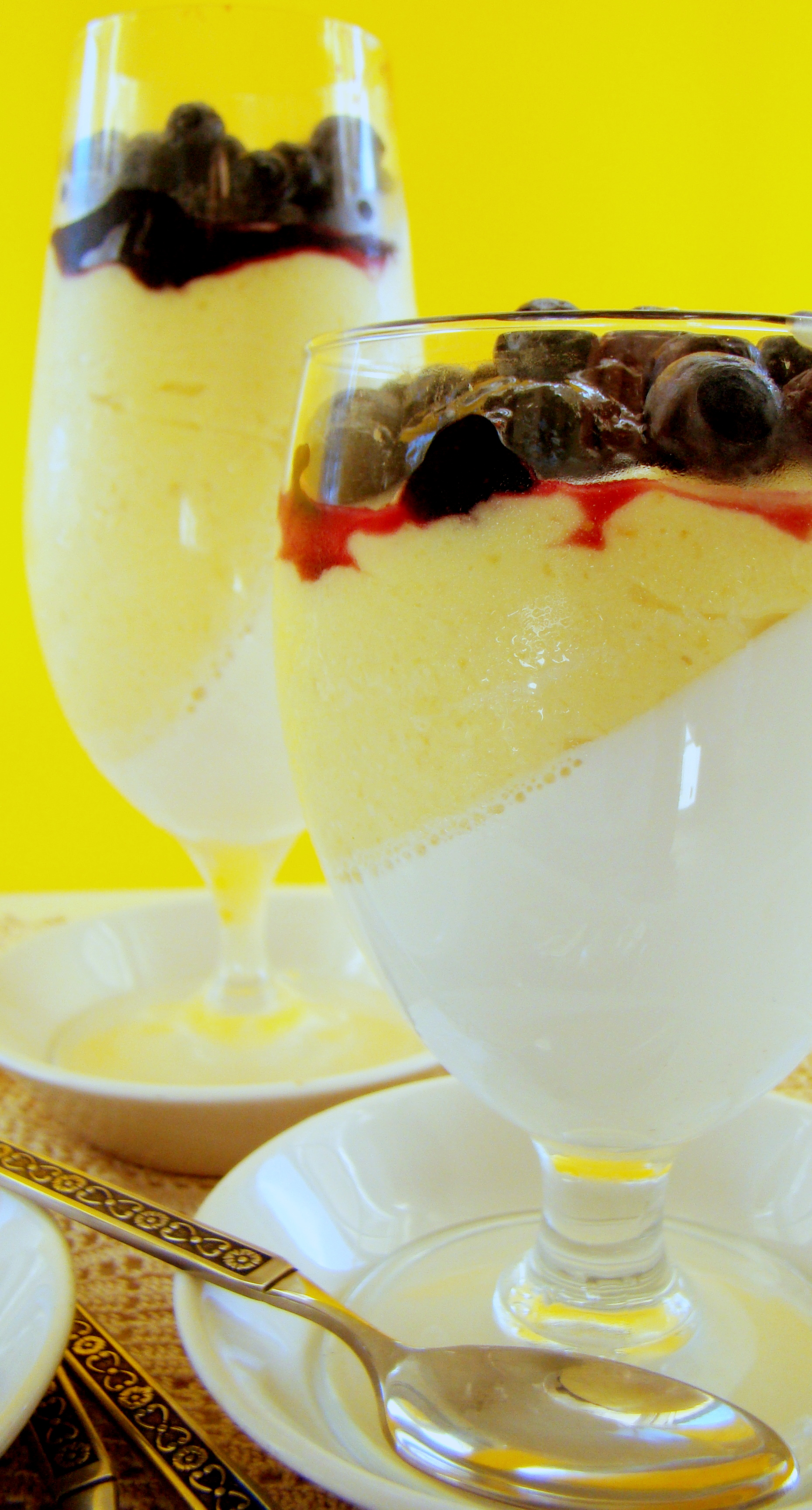
پاناکوتا تهیه شده از دو طعم متفاوت
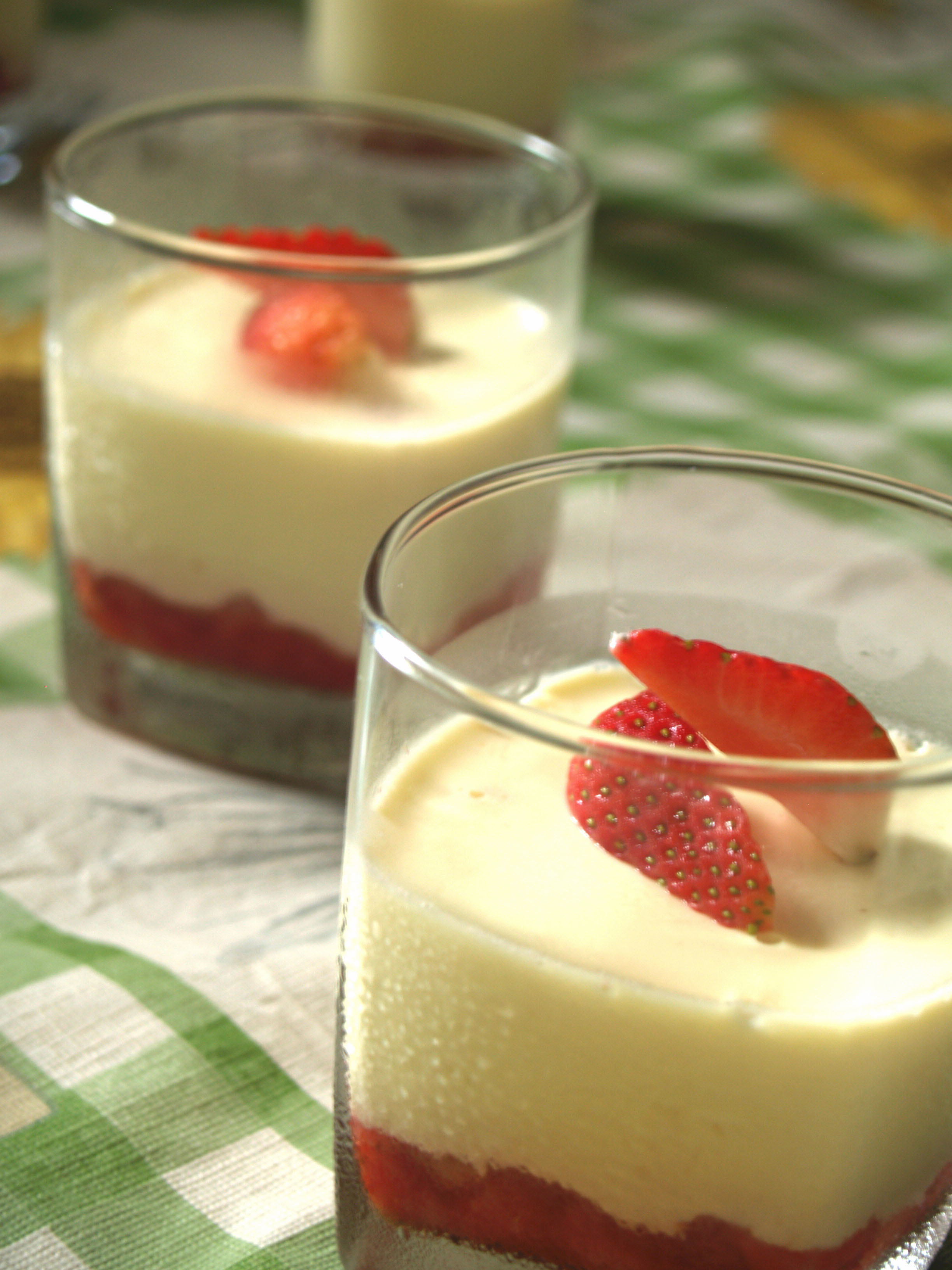
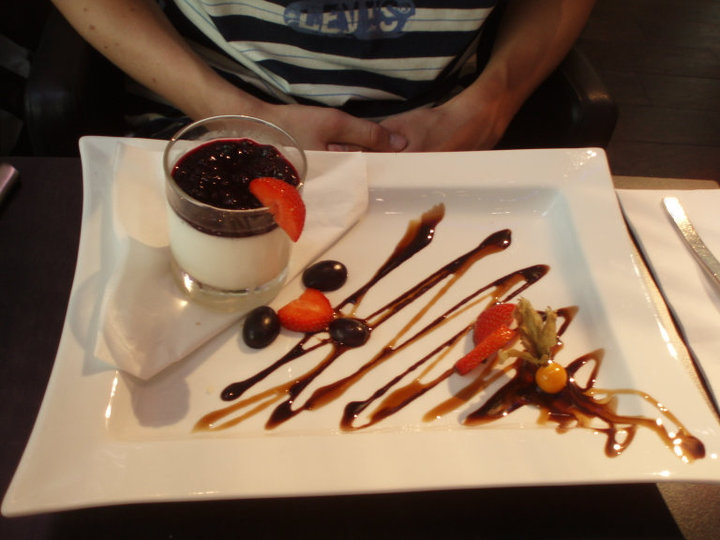
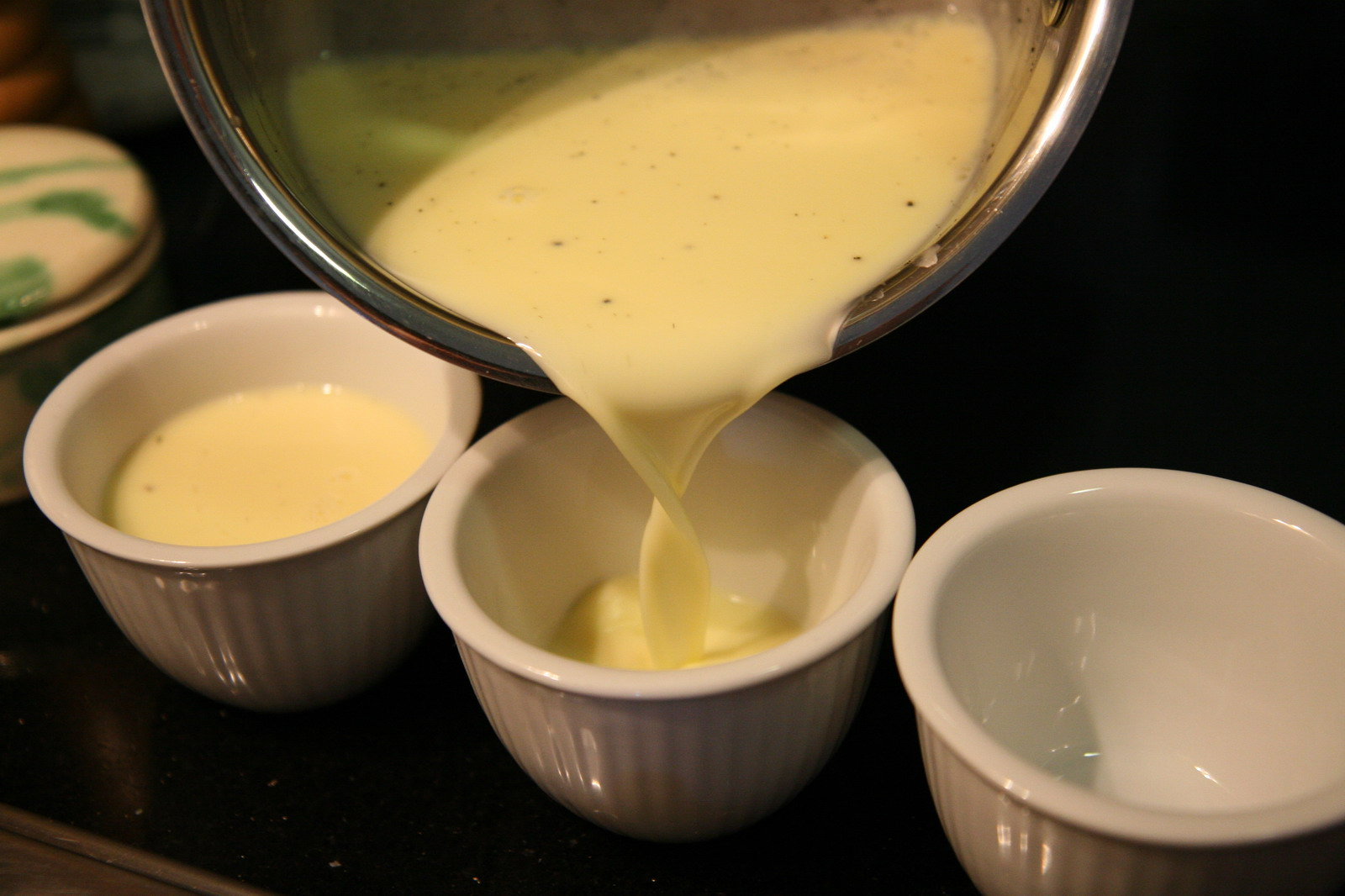
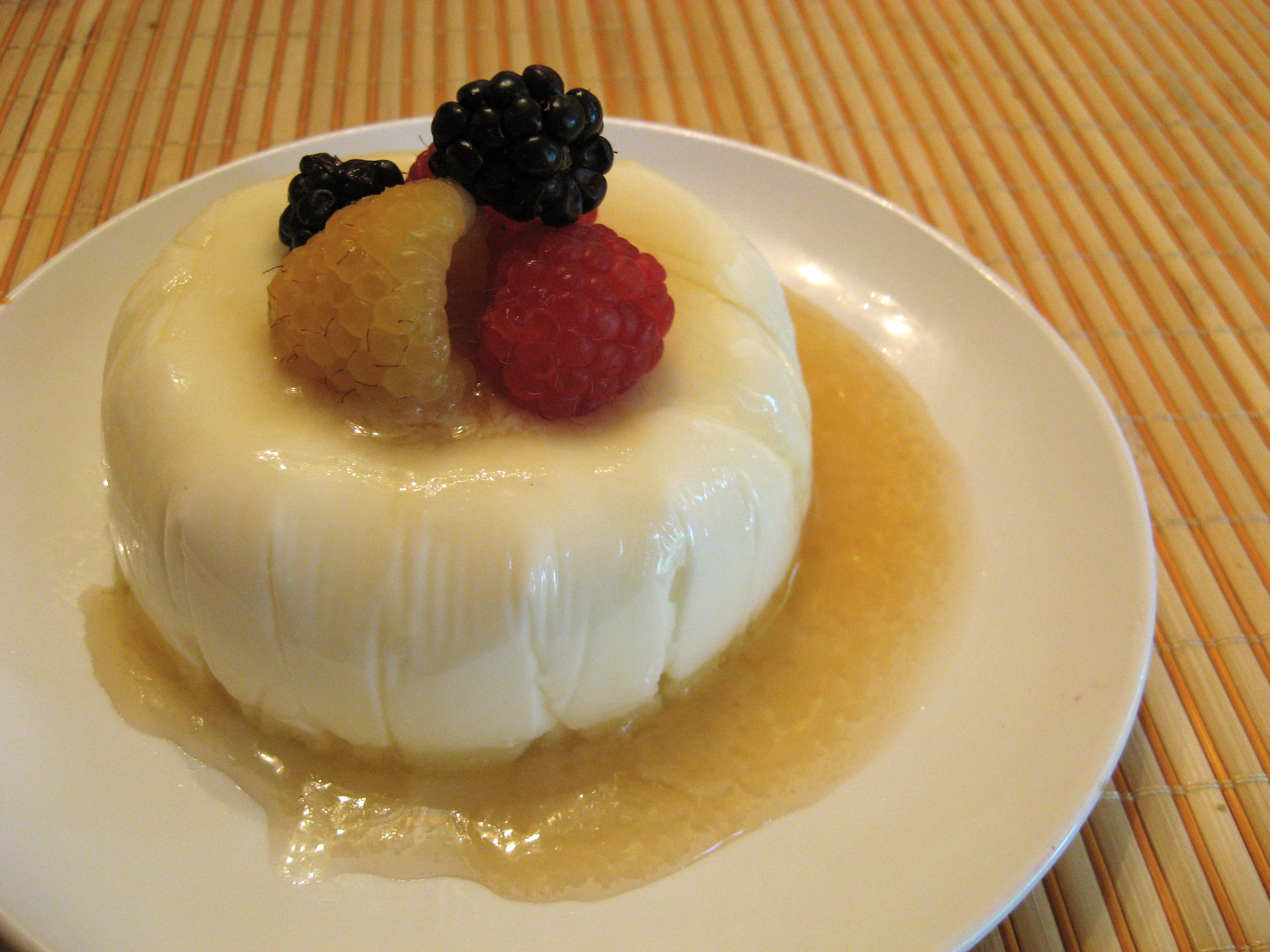
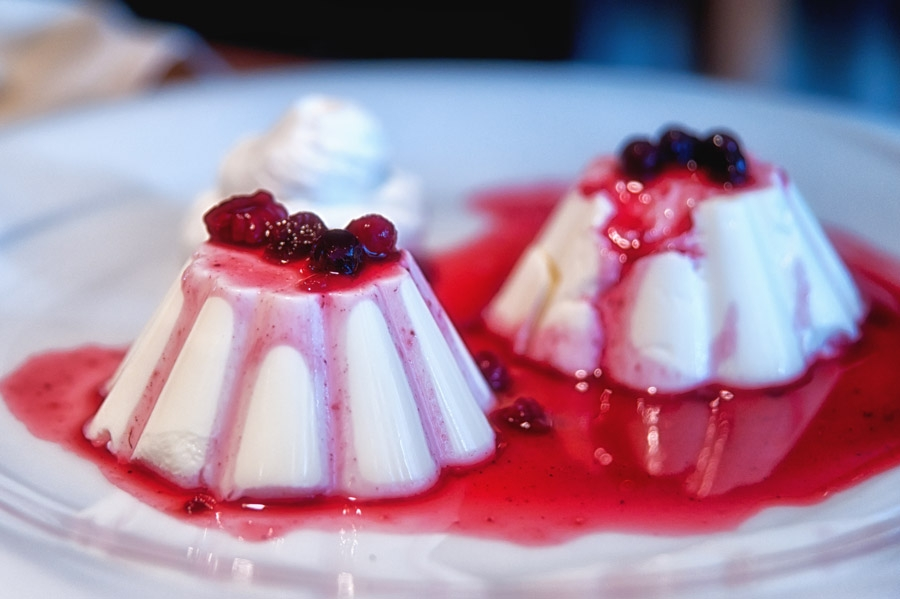